# Stolarzowice
Stolarzowice (deutsch Stollarzowitz, 1936–1945 Stillersfeld) ist ein Stadtteil und Stadtbezirk von Bytom (Beuthen) in Oberschlesien. 1975 erfolgte die Eingemeindung in die Stadt Bytom.

## Geschichte

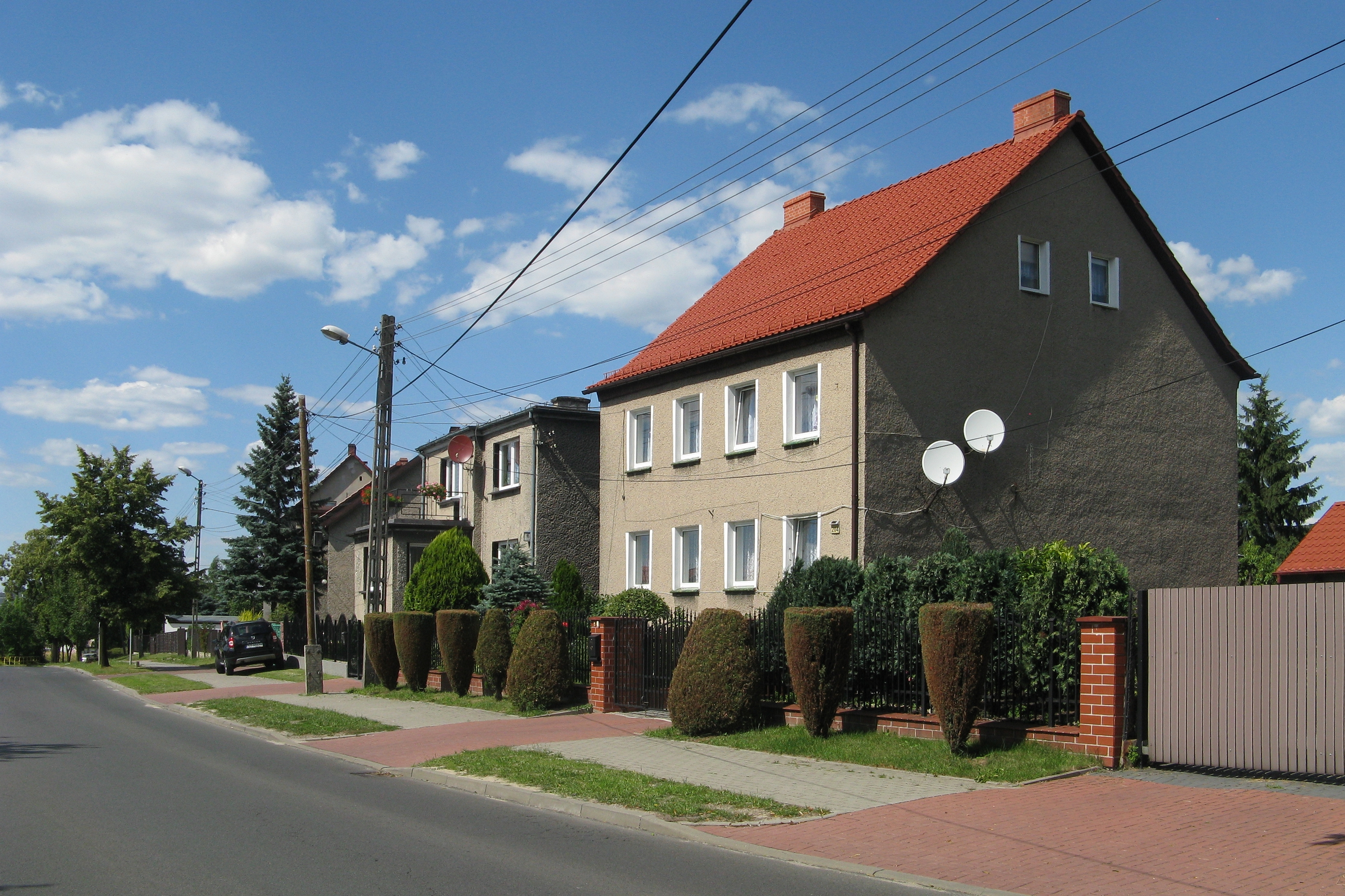
Ortsbild

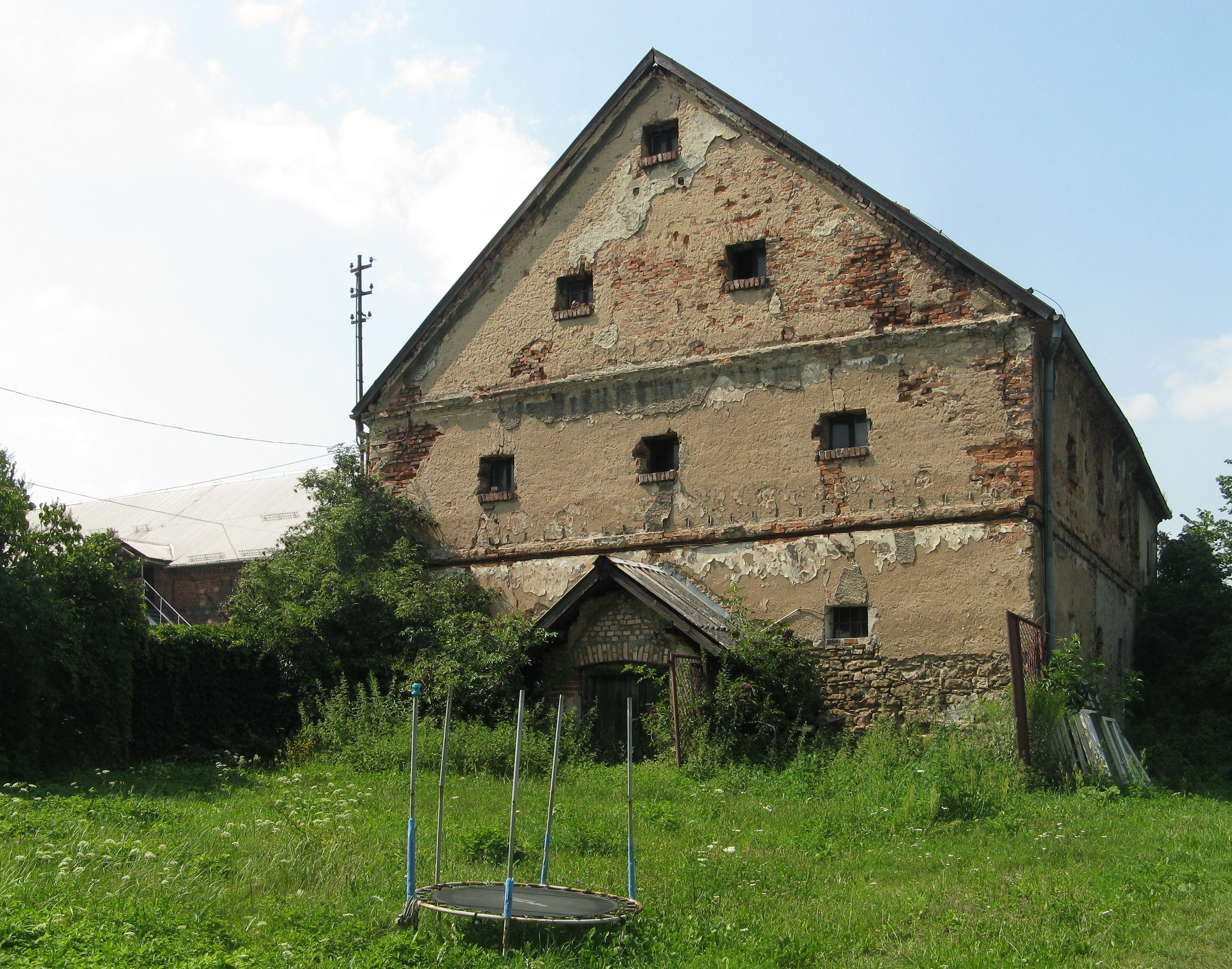
Denkmalgeschützter Speicher

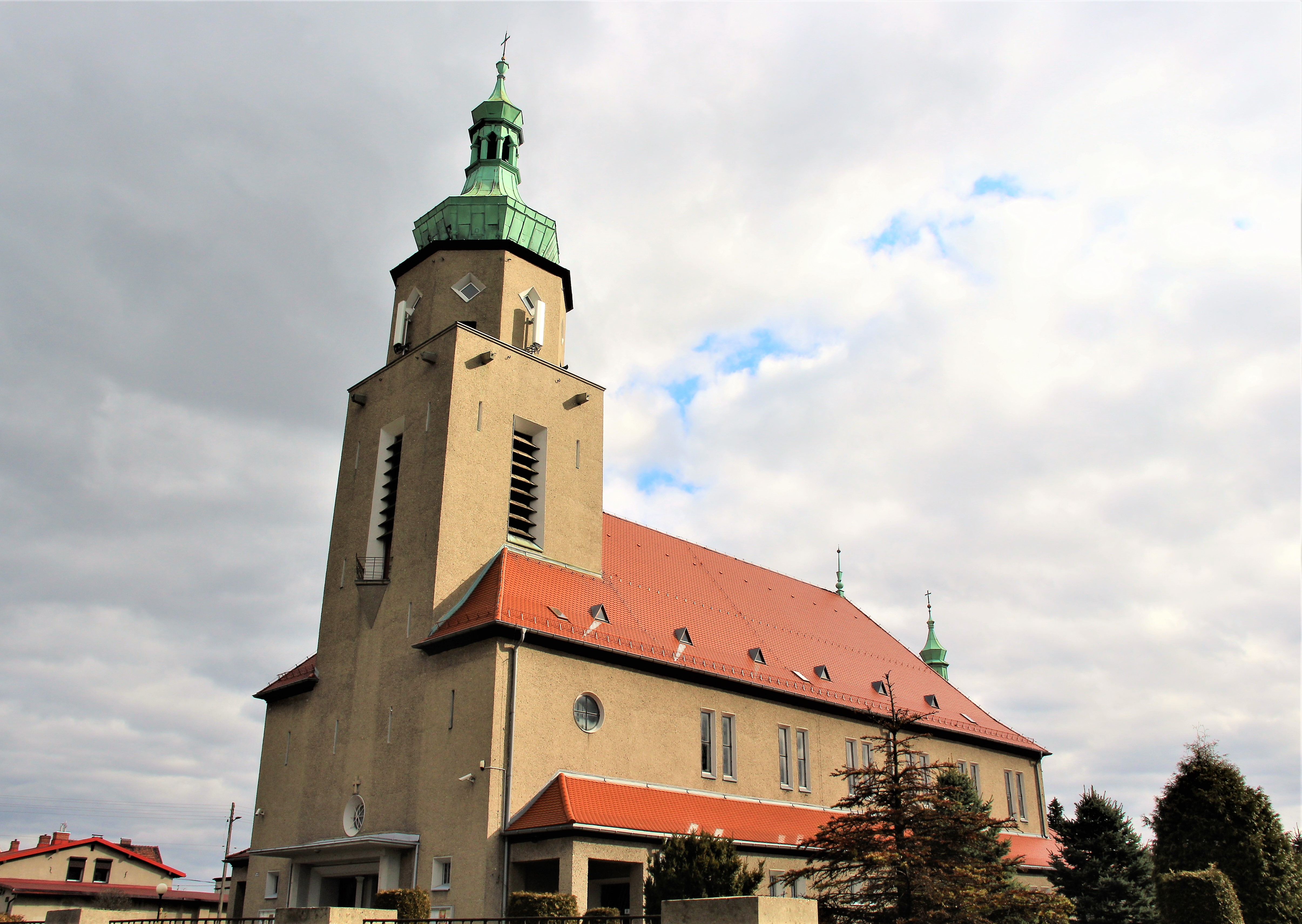
Christ-König-Kirche

Der Ort entstand spätestens im 15. Jahrhundert und wurde 1415 erstmals urkundlich erwähnt.
Der Ort wurde 1783 im Buch Beyträge zur Beschreibung von Schlesien als Stilarzowi(t)z und Stollarzowi(t)z erwähnt, bestand aus drei Anteilen, lag im Landkreis Beuthen der Standesherrschaft Beuthen und hatte zwei herrschaftliche Vorwerke, 195 Einwohner, vier Bauern, 31 Gärtner und 14 Häusler. 1865 bestand Stollarzowitz aus einem Dorf und einem Rittergut. Das Dorf hatte fünf Bauern, 34 Gärtner und zwölf Häusler. Die Einwohner lebten vom Bergbau als Haupterwerbszweig und waren nach Alt-Repten eingepfarrt. Das Rittergut gehörte dem Grafen Guido Henckel von Donnersmarck aus Neudeck. Zum Rittergut gehörten das Schlossvorwerk, der Niederhof, das Paczinski-Vorverk und der Helenenhof, sowie eine Galmeigrube. Damals lag der Ort noch im Kreis Beuthen, später wurde er dem Landkreis Tarnowitz zugeordnet.
Bei der Volksabstimmung in Oberschlesien am 20. März 1921 stimmten im Ort 116 Wahlberechtigte für einen Verbleib bei Deutschland und 737 für eine Zugehörigkeit zu Polen. Stollarzowitz verblieb nach der Teilung Oberschlesiens 1922 beim Deutschen Reich. Da sich die Pfarrkirche, zu der Stollarzowitz gehörte, nun auf der polnischen Seite befand, wurde der Bau einer neuen Kirche nötig, die 1928 fertiggestellt wurde. Am 16. Dezember 1929 wurde auf dem ehemaligen Rittergut Stollarzowitz die neue Siedlung Helenenhof mit 300 Wohnungen eingeweiht. 1931 wurde die Kameradschafts-Siedlung Friedrichswille-Stollarzowitz gegründet. 1936 wurde der Ort im Zuge einer Welle von Ortsumbenennungen der NS-Zeit in Stillersfeld umbenannt. Die Einwohnerzahl stieg bis 1939 auf 6821. Bis 1945 gehörte der Ort zum Landkreis Beuthen.
1945 kam der bis dahin deutsche Ort unter polnische Verwaltung und wurde ins polnische Stolarzowice umbenannt und der Woiwodschaft Schlesien angeschlossen. Ab 1945 gehörte der Ort zum Powiat Bytomski. 1950 kam der Ort zur Woiwodschaft Kattowitz und 1951 zum Powiat Tarnogórski. Am 27. Mai 1975 erfolgte die Eingemeindung in die Stadt Bytom.

## Sehenswürdigkeiten und Bauwerke
- Römisch-katholische Christ-König-Kirche im modernen Stil aus dem Jahr 1928. Der erste Spatenstich fand am 1. Mai 1928 statt. Im Herbst 1928 wurde die Kirche von außen fertiggestellt und am 22. September 1929 durch Weihbischof Dr. Wojciech feierlich eingeweiht.[5]
- Schloss aus dem 18. Jahrhundert, jedoch stark verändert
- Alter Speicher aus dem 19. Jahrhundert

## Vereine
Im Ort gibt es den Sportverein LKS Tempo Stolarzowice und eine DFK-Ortsgruppe der Deutschen Minderheit.